# Камм, Вунибальд
Вунибальд Камм (нем. Wunibald Kamm; 26 апреля 1893, Базель — 11 ноября 1966, Штутгарт) — швейцарский инженер-автомобилестроитель, специалист в области аэродинамики. Наиболее известен своими передовыми работами по снижению турбулентности потока воздуха вокруг автомобиля на высоких скоростях. Его именем названа круговая диаграмма боковых и продольных сил, действующих на шину в каждый определенный момент времени — круг Камма и популярный в XXI веке тип завершения автомобильного кузова «хвост Камма».